# 韓國國家安全保障會議
國家安全保障會議（韩语：／），是直屬於大韓民國總統直接領導的憲法機構，於1963年12月17日成立。國家安全保障會議會在國務會議審議有關國家安全的外交、軍事、國內政策之前，提供總統諮詢意見。

## 歷史
- 1963年12月17日：國家安全保障會議成立。
- 1981年12月31日：撤銷事務處。
- 1998年5月25日：常務委員會成立，重設事務處。
- 2008年2月29日：撤銷常務委員會，事務處由幹事取代。
- 2014年1月10日：重設常務委員會及事務處。

## 組織架構
| 職務 | 身分                                                  | 姓名   |
| ---- | ----------------------------------------------------- | ------ |
| 議長 | 總統                                                  | 李在明 |
|      | 國務总理                                              | 金民锡 |
| 議員 | 外交部長                                              | 趙顯   |
| 議員 | 統一部長                                              | 郑东泳 |
| 議員 | 國防部長                                              | 安圭伯 |
| 議員 | 行政安全部長                                          | 尹昊重 |
| 議員 | 國家情報院長                                          | 李鍾奭 |
| 議員 | 總統秘書室長                                          | 姜勳植 |
| 議員 | 國家安保室長 （兼任國家安全保障會議常務委員會委員長） | 魏聖洛 |
| 議員 | 國家安全保障會議事務處長 （兼任國家安保室第一次長）)  | 金铉宗 |
| 議員 | 國家安保室第二次長                                    | 任雄淳 |
| 議員 | 國家安保室第三次長                                    | 吴玹周 |

國家安全委員會由總統、國務總理、外交部長、統一部長、國防部長、國家情報院院長和總統令規定的成員組成。

### 議長
國家安全保障會議議長，由總統擔任，議長負責召集並主持會議，議長一職可由國務總理代理。議長認為必要時，可以請相關部會負責人、聯合參謀本部議長或其他人員列席並發言。

### 議員
除前述成員以外，行政安全部長、總統秘書室長、國家安保室長、國家安全保障會議事務處長、國家安保室第二次長亦為會議議員。

### 常務委員會
國家安全保障會議設常務委員會，處理會議交辦事項，常務委員會由一名委員長和七名委員組成。常任委員長由國家安保室長兼任，常務委員會委員為外交部長、統一部長、國防部長、國家情報院長、總統秘書室長、事務處長和國家安保室第二次長。國務調整室長亦可出席常務委員會並發言。

### 事務處
國家安全保障會議設事務處，辦理會議等相關事務，事務處設處長一人和其他必要公職人員，但事務處長應為政務官。事務處長兼任國家安保室第一次長，事務處長根據議長指示，處理與國家安全保障會議運作相關事務，並對其管轄之公職人員進行指導和監督。事務處設次長一名，協助處長工作，並兼任國家安保室安保戰略秘書官。

## 職務
國家安全保障會議主要提供總統關於制訂涉及國家安全之外交、軍事、國內政策建議。
常務委員會依據議會授權，就涉及國家安全之外交、軍事、國內政策進行協商。常務委員會由委員長召集並主持會議，委員長認為必要時，相關部會負責人或其他人員列席並發言。
為有效運作，常務委員會應召開事務調停會議。事務調停會議負責協商下列事項：
- 常務委員會議程之前期諮詢與協調。
- 常務委員會委託與常務委員會議程相關之事項。
- 委員長要求進行實際協商之其他事項。

事務調停會議議長由事務處長擔任，議員由與協商議程相關之副部長級行政機關人員擔任。如第③項所述議員因不得已原因不能出席事務調停會議，與協商議程相關之人員可代為出席。
事務處負責下列與國家安全保障會議運作相關之事項：
- 議案協商及審議相關事項。
- 檢視審議項目執行情況。
- 與議案相關之調查研究。
- 其他與議會、常務委員會及事務調停會議運作相關之事項。

## 會議
國家安全保障會議由議長依據其所需要召集，原則上會議不公開，但可決議後予以披露。議程分為審議事項和報告事項，審議事項是議長徵詢事項及議員認為特別必要之事項，報告事項應由議員報告，供會議參考。議程必須在會議召開前至少五天提交事務處長（緊急議程除外），事務處長應在不遲於安全會議召開前三天將議程連同議案分送議員，及根據國家安全保障會議法第6條列席會議並發言之人士（緊急議程除外）。
議程分為審議事項和報告事項，審議事項是會長建議的事項和委員提出的認為特別必要的事項。

### 法定人數
會議應有全體議員三分之二以上出席，並經出席議員過半數同意作出決議。事務處長應準備及保存議事錄。

### 議事錄
議事錄應當由事務處長簽名並蓋章。事務處長應將決議事項和少數意見附於議事錄，以書面呈議長，並將副本抄送議員。

## 已公開事項
2019年1月3日，國家安全保障會議常務委員會就日本巡邏機對韓國艦艇低空接近飛行一事展開討論。同日議程亦包含駐韓美軍費用協議問題，以及該年度朝鮮半島總體安全、無核化事宜。當日出席委員有國家安保室長兼委員長鄭義溶、外交部長康京和、統一部長趙明均、國防部長鄭景斗、國情院長徐薰、國家安保室第一次長兼事務處長李尙澈、國家安保室第二次長南官杓。